# (72644) 2001 FC41
(72644) 2001 FC41 – planetoida z pasa głównego asteroid okrążająca Słońce w ciągu 5,04 lat w średniej odległości 2,94 j.a. Odkryta 18 marca 2001 roku.